# ボンバー池田
ボンバー池田（ボンバーいけだ、1966年 - ）は、神奈川県出身の自称自動車評論家。現在は千葉県在住。本名:池田 勝（いけだ まさる）。
趣味は愛車の整備や修理。他には各メーカー新型車やその使用部品、細部の観察。
自己紹介では評価の判断基準として「現物の車両や部品を自分の目と手の平で確認する実体験であり、それを元にした正当な批評を心がける」としており、また最終目標は「自動車の全てを知り尽くし極める事」としながらもその一方で「全ての自動車滅ぶべし」と主張しているのも自動車評論家としては極めて異質な存在といえる。
一般に自動車評論家を自称する者が、批評基準を明言しているのは珍しい。
評論スタイルとしては、他の自動車評論家の意見をベースに、自己の主張を展開するというもの。著書の中では他の自動車評論家を皮肉を込めた辛らつなあだ名で呼び、かつてマガジンXで連載していた紙面では「先生」といった呼称で個人の特定を出来ないように気遣っていると思われるが、判る人ならすぐに誰かが判る書き方である。
実践・経験則による記述と、机上理論による記述が混在しており、一部で矛盾を生じていると指摘されている。
多くの自動車評論家と違い、来歴が不明。自動車評論家界に突然出現し、突然姿を消した。
「ニューモデル　マガジンX」（三栄書房）での連載は2007年8月号にて終了しメディアへの露出は一切なかったが、同誌2008年8月号で臨時寄稿、9月号より連載再開となる。

## 主な著書
- 『クルマ業界さん、いい加減にしてください―ボンバー池田の爆裂!“超”辛口評論』（アートブック本の森 2003年10月発行 ISBN 4876939810
- 『Car Ruins』シリーズ(CDロム頒布)